# سیارک ۱۷۹

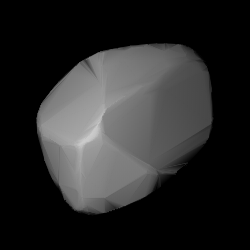
مدل سه‌بُعدی سیارک ۱۷۹ بر طبق منحنی نور آن

سیارک ۱۷۹ (به انگلیسی: 179 Klytaemnestra) صد و هفتاد و نهمین سیارک کشف شده‌است که در ۱۱ نوامبر ۱۸۷۷ کشف شد.
قدر مطلق سیارک برابر ۸٫۱۵ است.